# Antyk (przedmiot)

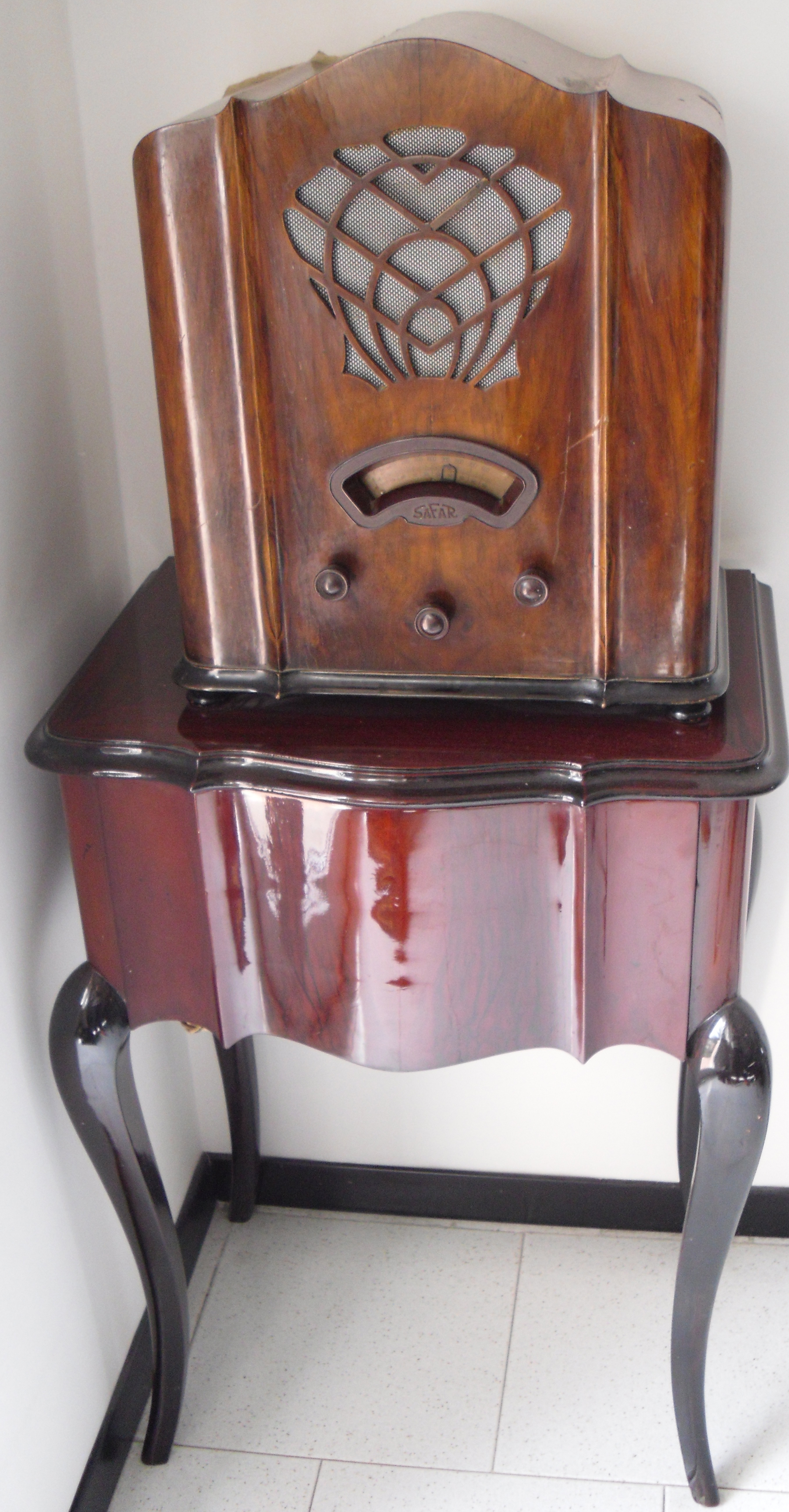
Zabytkowe radio ze stolikiem wyprodukowane we Włoszech w latach 20. XX w.

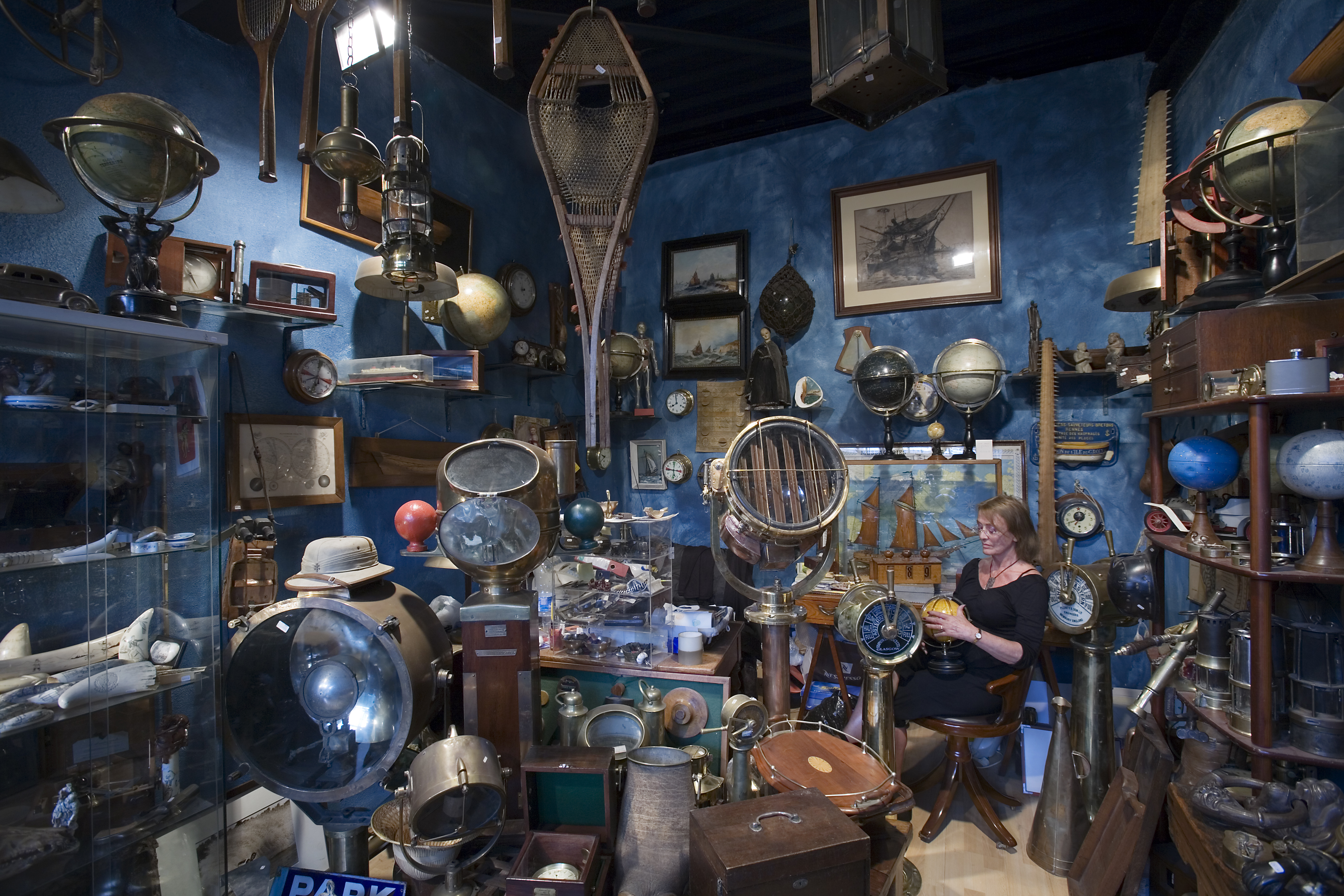
Sprzedawczyni sprzętu podróżnego w stylu vintage w Marché Dauphine w Paryżu

Antyk ((łac.) antiquus) – potoczne określenie zabytkowego przedmiotu sztuki dawnej, mającego wartość zabytkową, historyczną, estetyczną lub materialną. Najczęściej antykami określa się meble, ale również mogą być to lampy, zegary, obrazy (ikony), książki i manuskrypty, porcelana i sztućce oraz inne przedmioty użytkowe. Sklep handlujący antykami to antykwariat.
Minimalny wiek pozwalający na określenie przedmiotu antykiem, podobnie jak w przypadku zabytków, zależy od rodzaju przedmiotu oraz prawodawstwa w danym kraju, gdyż wiąże się z pewnymi ograniczeniami w handlu międzynarodowym. W Stanach Zjednoczonych w przypadku wielu produktów, np. mebli, najczęściej jest to okres 100 lat, ale np. samochodów już 75 lat i mniej. 
O losach poszukiwaczy antyków opowiada m.in. produkcja Łowcy staroci.